# Inágua
A Ilha de Inágua, também chamada de Inagua é um dos 32 distritos da Comunidade das Bahamas. Situa-se ao sul da cidade de Nassau, a qual é a capital do arquipélago. A ilha tem três parques nacionais, um dos quais abriga mais de 80 000 flamingos.
Coordenadas: 21° 4' 27" N 73° 18' 48" O